# Mafia Wars
Mafia Wars è un browser game multiplayer creato da Zynga. A giugno 2009 il gioco registrava più di 5 milioni di utenti attivi quotidianamente. Mafia Wars ha vinto il premio Webby nella sezione "People's Voice Winner".

## Piattaforme
Mafia Wars è disponibile nelle seguenti piattaforme: Facebook, Myspace, Tagged e Yahoo. L'8 aprile 2009, Zynga ha distribuito la versione del gioco per iPhone scaricabile gratuitamente da App.
Tenendo conto dei soli utenti attivi mensilmente sulla sola piattaforma Facebook, a settembre 2009, Mafia Wars ha registrato più di 24,5 milioni di utenti attivi; anche se è noto che molti "clan" utilizzano account multipli per aumentare il potere.
Nel 2011 è uscito Mafia Wars 2, seguito di Mafia Wars.

## Strategia di gioco
Il gioco ruota intorno alla gestione di attività criminali per guadagnare denaro, ed eventualmente per creare ed evolvere il proprio impero criminale. Mafia Wars è ambientato nella città di New York, con la possibilità di viaggiare in diverse aree, tra cui Bangkok per i giocatori che hanno raccolto una serie di oggetti che si trovano nei lavori di New York, a Cuba per i giocatori di livello 35 e a Mosca per i giocatori di livello 70. È inoltre possibile viaggiare nell'area di Las Vegas e, di recente, anche nell'area dell'Italia. Ultimamente è stata inserita anche l'area del Brasile

I giocatori creano la propria banda mafiosa reclutando altri giocatori. I social network come Facebook, MySpace e Friendster permettono ai giocatori di reclutare all'interno della propria rete di amici per combattere bande di altri giocatori. I giocatori possono avanzare di livello anche tramite micropagamenti.

## Controversie legali
David Maestri, creatore di un gioco simile, Mob Wars, ha citato Zynga per aver lanciato Mafia Wars, accusandola di aver violato il copyright. Zynga nel frattempo apportò alcune modifiche a Mafia Wars per ridurre le similitudini con Mob Wars, ma Maestri decise comunque di procedere con l'azione legale. Il 13 settembre 2009, Maestri e Zynga hanno raggiunto un accordo extra-giudiziale che prevede una compensazione di circa 7-9 milioni di dollari, cifra che risulta essere inferiori ai 10 milioni inizialmente richiesti da Maestri.